# Валерини, Адриано
Адриано Валерини (итал. Adriano Valerini; ок. 1560, Верона — 1590) — итальянский актёр комедии дель арте, прозаик, драматург.
Уроженец Венеции. В молодости научился читать и говорить по-латыни и по-гречески. Возглавлял театральную труппу «Uniti». В 1583 году переехал в Милан, где стал жертвой цензуры кардинала Карло Борромео.
Автор опубликованной трагической пьесы «Афродита» (Afrodite, 1578), пьес «Красавицы Вероны» (Le bellezze di Verona, 1586) и почти сотни мадригалов (Cento madrigali, 1592).
После гибели своей прекрасной подруги, «божественной Винченцы Армани», оставил некролог — «Орационе» (поминальное слово, моление), содержащий не только скорбные стенания, но и подробный профессиональный анализ искусства партнерши-любовницы.
Творчество Валерини тесно связано с труппой «Джелози». Название труппы впервые прозвучало в 1568 году, когда она выступала в Милане, и определялось их девизом: «Их доблести, славе и чести все позавидуют» (итал. Virtù, fama ed honor ne fèr gelosi). Главной резиденцией труппы был Милан, выступления были зафиксированы в Венеции, Флоренции, Генуе, Мантуе, в Турине. Труппа дважды гастролировала во Франции, в первый раз в 1577 году по приглашению короля Генриха III, видевшего их спектакли в Венеции. Многие актёры труппы относились к творческой и дворянской элите Италии, и после распада труппы (после 1603 года) сохранился сборник сценариев, составленный Фламинио Скала. В труппе играли Джулио Паскуати (Панталоне), Симоне де Болонья (Дзанни), Габриэле да Болонья (Франкатриппа), Франческо Андреини (Капитан), Влюблённых дам играли Изабелла Андреини, Винченца Армани и Виттория Пииссими, а Влюблённых кавалеров — Орацио ди Падуа и Адриано Валерини, вместе с Франческо Андреини исполнявший функции капокомико. Предполагается, что именно «Джелози» заложили игровой канон комедии дель арте и определили характер основных масок.